# 高知県立安芸中学校・高等学校
高知県立安芸中学校・高等学校（こうちけんりつ あきちゅうがっこう・こうとうがっこう）は、高知県安芸市清和町にある県立中学校・高等学校。中高一貫教育が行われている。

## 高等学校の設置学科
「高知県立高等学校の分校並びに課程、学科及び科の設置に関する規則」より
- 普通科
- 機械土木科
- ビジネス科

## 沿革

### 高知県立安芸中学校（旧制）
- 1900年（明治33年）4月1日 - 高知県立第一中学校分校として開校。
- 1903年（明治36年）4月1日 - 高知県立第三中学校として独立。
- 1912年（明治45年）4月1日 - 高知県立第二中学校と改称。
- 1922年（大正11年）4月1日 - 高知県立安芸中学校に改称。
- 1948年（昭和23年）4月1日 - 学制改革により高知県立安芸高等学校となる。

### 高知県立安芸高等女学校（旧制）
- 1920年（大正9年）4月8日 - 安芸郡立高等女学校として開校。
- 1922年（大正11年）3月20日 - 高知県へ移管、高知県立安芸高等女学校となる。
- 1948年（昭和23年）
  - 4月1日 - 学制改革により高知県立安芸女子高等学校となる。
  - 9月13日 - 芸西分校開校（昼間定時制）。

### 高知県立安芸高等学校
- 1949年（昭和24年）9月1日 - 高知県立安芸高等学校と高知県立安芸女子高等学校を統合、普通科家庭科の総合高等学校となる。これに伴い下記のように学校が再編される。
  - 高知県中芸高等学校 → 高知県立安芸高等学校中芸分教場
  - 高知県中芸高等学校羽根分校 → 高知県立安芸高等学校羽根分校
  - 高知県立安芸女子高等学校芸西分校 → 高知県立安芸高等学校芸西分校
- 1950年（昭和25年）
  - 3月24日 - 安芸町に昭和天皇の戦後巡幸。校庭に安芸市奉迎場が設けられた[3]。
  - 4月1日 - 中芸分教場が独立し高知県立中芸高等学校となる。
- 1953年（昭和28年）4月1日 - 羽根分校を高知県立中芸高等学校に移管。
- 1954年（昭和29年）4月7日 - 全日制商業科設置。
- 1956年（昭和31年）4月1日 - 夜間定時制設置。
- 1963年（昭和38年）4月1日 - 北舎に工業科（電気科・工業化学科）を併置。
- 1966年（昭和41年）3月31日 - 北舎が独立し高知県立安芸工業高等学校（2002年 高知県立安芸桜ケ丘高等学校に改称、2023年廃止）となる。
- 1970年（昭和45年）3月31日 - 芸西分校廃止。
- 1988年（昭和63年）4月1日 - 被服科を家政科に科名変更する。
- 1996年（平成8年）4月1日 - 家政科募集停止。
- 1997年（平成9年）4月1日 - 普通科コース選択制開始。人文・理科コースと人間科学コースの2コースとなる。
- 1998年（平成10年）
  - 3月31日 - 家政科閉科。
  - 4月1日 - 文理科設置。
- 2001年（平成13年）8月1日 - 高知県立安芸中学校開設。
- 2002年（平成14年）
  - 4月1日 - 商業科募集停止。
  - 4月8日 - 高知県立安芸中学校の開校式、入学式を挙行。
- 2004年（平成16年）3月31日 - 商業科閉科。
- 2005年（平成17年）4月1日 - 文理科募集停止。
- 2006年（平成18年）4月1日 - 定時制課程（夜間）募集停止。
- 2007年（平成19年）3月31日 - 文理科閉科。
- 2009年（平成21年）3月31日 - 定時制課程（夜間）閉課。
- 2023年（令和5年）4月1日 - 高知県立安芸桜ケ丘高等学校を統合。環境建設科、機械土木科、情報ビジネス科、ビジネス科を設置[4]
- 2024年（令和6年）4月1日 - 桜ケ丘校舎所在地に新築された校舎に移転。環境建設科、情報ビジネス科を閉科[4]

## 教育理念
「人と生まれたゆえを思え、徳と知識の探究ぞ」（ダンテの神曲より）

## 著名な出身者
- 影山光一（電機･鉄道技術者、元近畿日本鉄道取締役）
- 須賀敬一（合唱指揮者）
- 竹村一義（元プロ野球選手）
- 石本隆（元競泳選手、メルボルンオリンピック日本代表）
- 西澤保彦（作家）
- ケン・ケンセイ（在米俳優、剣道師範、英語発音研究家）